# Changdev

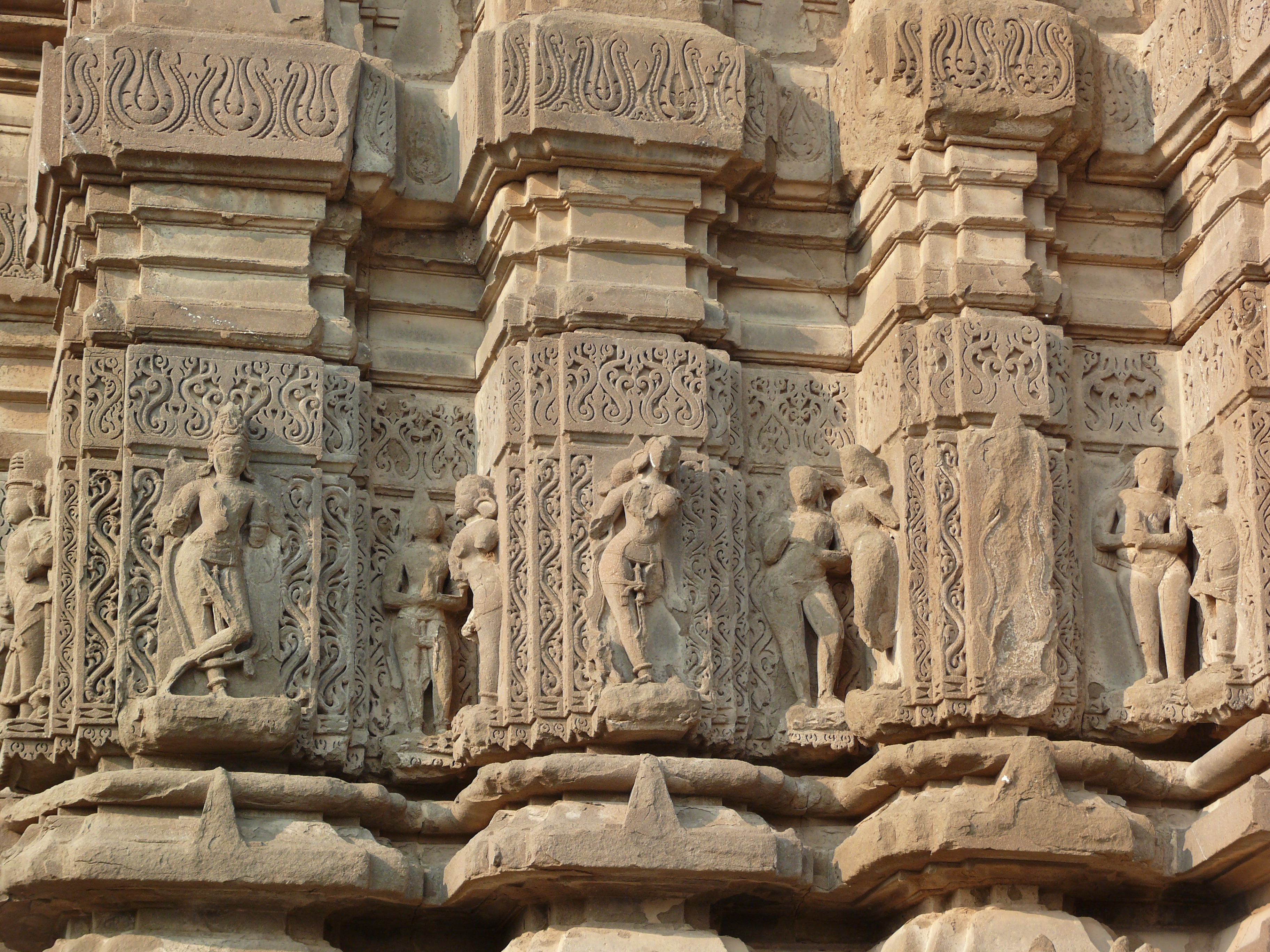
Details

Changdev oder Changdeo (Marathi: चांगदेव) ist ein rund 5500 Einwohner zählender Ort im Norden des indischen Bundesstaats Maharashtra.

## Lage und Klima
Changdev liegt in einer Höhe von ca. 225 m am Nordrand des Dekkan-Plateaus nahe der Einmündung des Flusses Purna in die Tapti. Die Millionenstadt Mumbai ist knapp 500 km in südwestlicher Richtung entfernt; die Distriktshauptstadt Jalgaon liegt ca. 60 km westlich. Die weltberühmten buddhistischen Höhlentempel von Ajanta befinden sich etwa 85 km südwestlich. Das Klima ist meist trocken und warm; Regen (ca. 850 mm/Jahr) fällt überwiegend während der sommerlichen Monsunzeit.

## Geschichte
Der ursprüngliche Name des Ortes lautete Sundarpur oder Shri Kshetra Bhingnapur; den Namen Changdev erhielt er zu Ehren des eher legendenhafte Züge tragenden mittelalterlichen Yogis Maharaj, der vielleicht zum Umfeld des Dichters und Mystikers Dnyaneshwar gehörte und in einer Hütte oberhalb der Einmündung der Purna in die Tapti meditiert haben soll.

## Wirtschaft
Fruchtbare vulkanische Böden bieten die Grundlage für eine intensive Landwirtschaft. Über 90 % des Distrikts werden landwirtschaftlich genutzt. Im Distrikt Jalgaon werden 16 % der Gesamtproduktion Indiens an Bananen produziert („Bananenhauptstadt“ Indiens). Die hier kultivierte Basrai-Banane kann das ganze Jahr über geerntet werden.

## Sehenswürdigkeiten
- Der Ort selbst hat keine historisch oder kulturell bedeutenden Sehenswürdigkeiten.

Umgebung
- Der etwa 2,5 km nördlich des Ortes an der Einmündung der Purna in die Tapti gelegene Shri-Changdeo-Maharaj-Tempel entstand wahrscheinlich im   14. Jahrhundert. Wahrscheinlich in islamischer Zeit zerstört, wurden Teile des Bauwerks im 18. oder 19. Jahrhundert in einfachen Formen erneuert. Er besteht aus einer Vorhalle (mandapa) und einer reich gegliederten ummantelten Cella (garbhagriha). Der Shikhara-Turm wurde entweder niemals vollendet oder aber in der Zeit der islamischen Dominanz zerstört; Teile des Figurenschmucks sind jedoch erhalten.